# Me Myself And I
Me Myself And I – polski duet wokalny, założony w 2006 roku we Wrocławiu. Zasadniczy skład zespołu stanowią Magdalena Pasierska i Michał Majeran, którym podczas koncertów i nagrań gościnnie towarzyszą różni muzycy wykonujący human beatbox. Zespół wykonuje eklektyczną muzykę z pogranicza jazzu i muzyki elektronicznej, z licznymi elementami innych gatunków. Sami muzycy określają swój styl mianem voice controlled music, czyli „muzyki kontrolowanej głosem”. 

## Członkowie

### Magdalena „Magia” Pasierska
Jest absolwentką klasy fortepianu w szkole muzycznej „Fraza” we Wrocławiu oraz studiów w zakresie wokalistyki jazzowej we Wrocławskiej Szkole Jazzu i Muzyki Rozrywkowej. Współpracowała m.in. z Justyną Steczkowską, Grażyną Łobaszewską, Barbrą Walker oraz zespołami Mr. Transponder i Bipolar Bears. Była autorką i wykonawczynią muzyki do spektaklu Padlina, zrealizowanego przez Wrocławski Teatr Tańca Arka. W 2009 odbyła warsztaty u Meredith Monk. Była prezenterką autorskiego programu w Radiu RAM oraz prowadzącą Studium Wokalne w Centrum Kultury Agora we Wrocławiu. Jest także konsultantką muzyczną i nauczycielką śpiewu.

### Michał Majeran
Jest absolwentem Wydziału Aktorskiego i Wokalnego Akademii Muzycznej we Wrocławiu oraz Royal College of Music w Londynie, gdzie kształcił się jako śpiewak w klasie barytonu. Po studiach pozostał na kilka lat w Wielkiej Brytanii, gdzie zajmował się m.in. muzyką oratoryjną, operową i chóralną. Pracował też jako muzyk sesyjny, nauczyciel śpiewu i gry na gitarze, zajmował się również udźwiękowianiem telewizyjnych programów edukacyjnych. Był też szefem fonoteki i opiekunem boysbandu.

## Historia
Zespół powstał w 2006 roku we Wrocławiu. Jeszcze w tym samym roku nagrał muzykę do serii reklam sieci komórkowej Heyah. W 2007 został zaproszony do grona artystów tworzących ścieżkę dźwiękową do gry komputerowej Wiedźmin. W 2008 zespół zagrał na Warsaw Summer Jazz Days, gdzie wystąpił jako support przed koncertem Bobby'ego McFerrina. W 2009 muzyka zespołu towarzyszyła spotkaniu Dalajlamy XIV z mieszkańcami Wrocławia. W tym samym roku wykonywany przez zespół utwór Takadum znalazł się na składankowym albumie +4871, prezentującym mniej znanych muzyków z Wrocławia. 
Jesienią 2010 Me Myself And I w trzyoosobowym składzie, z beatboxerem Piotrem Saulem, brał udział w III polskiej edycji programu Mam talent!, emitowanego w TVN. Zespół zajął czwarte miejsce w odcinku finałowym, jednocześnie będąc uznanym m.in. przez jurora Kubę Wojewódzkiego za artystycznie najlepszych uczestników tej edycji show. 
3 marca 2011 ukazał się debiutancki album grupy Takadum!, który znalazł się na trzecim miejscu na liście OLiS. 21 marca 2012 wydany został drugi album, Do Not Cover. 

## Dyskografia
| 2011                           | Takadum! - Data: 3 marca 2011 - Wydawca: Creative Music                  | 3  |
| 2012                           | Takadum! Met Remixes - Data: 27 stycznia 2012 - Wydawca: Me Myself And I | —  |
| 2012                           | Do Not Cover - Data: 21 marca 2012 - Wydawca: Creative Music             | 41 |
| „—” pozycja nie była notowana. |                                                                          |    |